# Thomas Kearns

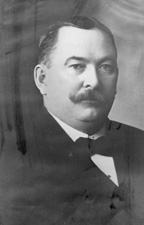
Thomas Kearns

Thomas Kearns, född 11 april 1862 nära Woodstock, Ontario, död 18 oktober 1918 i Salt Lake City, Utah, var en amerikansk politiker (republikan). Han representerade delstaten Utah i USA:s senat 1901-1905.
Kearns föddes i Kanada och växte upp i Holt County, Nebraska. Han flyttade sedan till Utah och var verksam inom gruvdriften.
Delstatens lagstiftande församling kunde inte enas om en efterträdare åt Frank J. Cannon år 1899. Till sist valdes Kearns som tillträdde som senator den 23 januari 1901. Han ställde inte upp för omval och efterträddes 1905 av George Sutherland.
Kearns var katolik. Han gravsattes på Mount Calvary Cemetery i Salt Lake City.